# 5498 Gustafsson
5498 Gustafsson è un asteroide della fascia principale. Scoperto nel 1980, presenta un'orbita caratterizzata da un semiasse maggiore pari a 2,2467564 UA e da un'eccentricità di 0,1473431, inclinata di 2,10880° rispetto all'eclittica.